# U.S. National Championships 1964
Die 84. U.S. National Championships fanden vom 2. bis zum 13. September 1964 im West Side Tennis Club in Forest Hills in New York, USA statt.
Titelverteidiger im Einzel waren Rafael Osuna bei den Herren sowie Maria Bueno bei den Damen. Im Doppel waren Chuck McKinley und Dennis Ralston bei den Herren, Robyn Ebbern und Margaret Smith bei den Damen sowie Margaret Smith und Ken Fletcher im Mixed die Titelverteidiger.

## Herreneinzel
Setzliste
| Nr. | Spieler        | Erreichte Runde |
| --- | -------------- | --------------- |
| 01. | Roy Emerson    | Sieg            |
| 02. | Dennis Ralston | Viertelfinale   |
| 03. | Rafael Osuna   | Halbfinale      |
| 04. | Chuck McKinley | Halbfinale      |

| Nr. | Spieler            | Erreichte Runde |
| --- | ------------------ | --------------- |
| 05. | Fred Stolle        | Finale          |
| 06. | Manuel Santana     | 2. Runde        |
| 07. | Nicola Pietrangeli | 2. Runde        |
| 08. | Arthur Ashe        | Achtelfinale    |